# 秦伯益
秦伯益（1932年11月6日—），江苏无锡人，中国药理学家，中国工程院院士，1987年任军事医学科学院院长，少将军衔。现任军事医学科学院学术委员会主任委员、中国药理学会副理事长、国家新药研究与开发常务专家委员会委员。
秦伯益长期从事新药药理和毒理学研究，近十多年来主要进行镇痛药研究。曾公开发表论文七十余篇，三次获得国家级奖励。

## 生平
秦伯益1932年出生于无锡的一个书香门第，按照家谱是北宋词人秦少游的三十六代孙。少年时就读于当地盛名的辅仁中学，曾因积极参加学生运动而被勒令退学。
1955年毕业于上海第一医学院；随后赴苏联列宁格勒儿科医学院攻读药理学研究生，1959年获苏联医学副博士学位。
1960年起，历任军事医学科学院研究实习员、助理研究员、副研究员、军事医学科学院院长毒物药物研究所研究员，博士生导师。1983年8月起任军事医学科学院院长。
1988年被授予少将军衔。1994年12月当选为中国工程院院士。
2005年6月，秦伯益以72岁的年龄退休。

## 贡献
秦伯益曾主持研究成功神经性毒剂预防片（85号），获国家科技进步二等奖；主持研制的盐酸二氢埃托啡，是中国研制成功并获批准生产的第一个麻醉性镇痛药，获国家科技进步二等奖；进行了华南马尾杉活性单体新药福定碱的药理研究，发现其选择性真性胆碱酯酶抑制作用，获国家发明二等奖。主持“八五”国家科技攻关专题阿片类戒毒药物的研究，研制成防复吸药国产纳曲酮。1995年获光华科技奖一等奖。1998年荣获总后勤部“一代名师”称号。